# 圣莱乌乔-德尔桑尼奥
圣莱乌乔-德尔桑尼奥（義大利語：San Leucio del Sannio），是意大利贝内文托省的一个市镇。总面积10平方公里，人口3223人，人口密度322.3人/平方公里（2009年）。ISTAT代码为062060。